# Calameuta haemorrhoidalis
Espèce
Calameuta haemorrhoidalis est une petite espèce d'insectes de l'ordre des hyménoptères, de la famille des Cephidae.